# Област Тојоно
Област Тојоно (јап. 豊能郡) Toyono-gun се налази у префектури Осака, Јапан. 
2009. године, у области Тојоно живело је 34.135 становника и густину насељености од 257 становника по км². Укупна површина је 133,05 км².

## Вароши и села
- Носе
- Тојоно